# Rijksbeschermd gezicht 's-Gravenhage Uitbreiding
Gezicht 's-Gravenhage Uitbreiding is een van rijkswege beschermd stadsgezicht in Den Haag in de Nederlandse provincie Zuid-Holland. De procedure voor aanwijzing werd gestart op 18 mei 1988. Het gebied werd op 28 juni 1994 definitief aangewezen. Het beschermd gezicht beslaat een oppervlakte van 111,7 hectare.
De bescherming telt drie afzonderlijke gebieden die alle aan het beschermde gezicht 's-Gravenhage - Sint Jacobskerk grenzen.
Panden die binnen een beschermd gezicht vallen krijgen niet automatisch de status van beschermd monument. Wel zal de gemeente het bestemmingsplan aanpassen om nieuwe ontwikkelingen in het gebied te reguleren. De gezichtsbescherming richt zich op de stedenbouwkundige en cultuurhistorische waardering van een gebied en wil het toekomstig functioneren daarvan veiligstellen.